# Otto Nerz
Otto Nerz (Mannheim, 21 ottobre 1892 – Sachsenhausen, 18 aprile 1949) è stato un calciatore e allenatore di calcio tedesco.

## Biografia
Aderì al partito nazista.

## Carriera

### Calciatore
Nerz giocò nelle squadre amatoriali del Mannheim e Tennis Borussia Berlin

### Allenatore
Fu assunto come allenatore della Germania nel 1926; risulta tuttora il più  giovane commissario tecnico della Mannschaft, che sotto la sua guida arrivò terza al campionato del mondo 1934.
L'eliminazione al secondo turno della Germania ai Giochi olimpici del 1936 costò il posto a Nerz che venne sostituito da Sepp Herberger.